# قوس الزيار الرومي

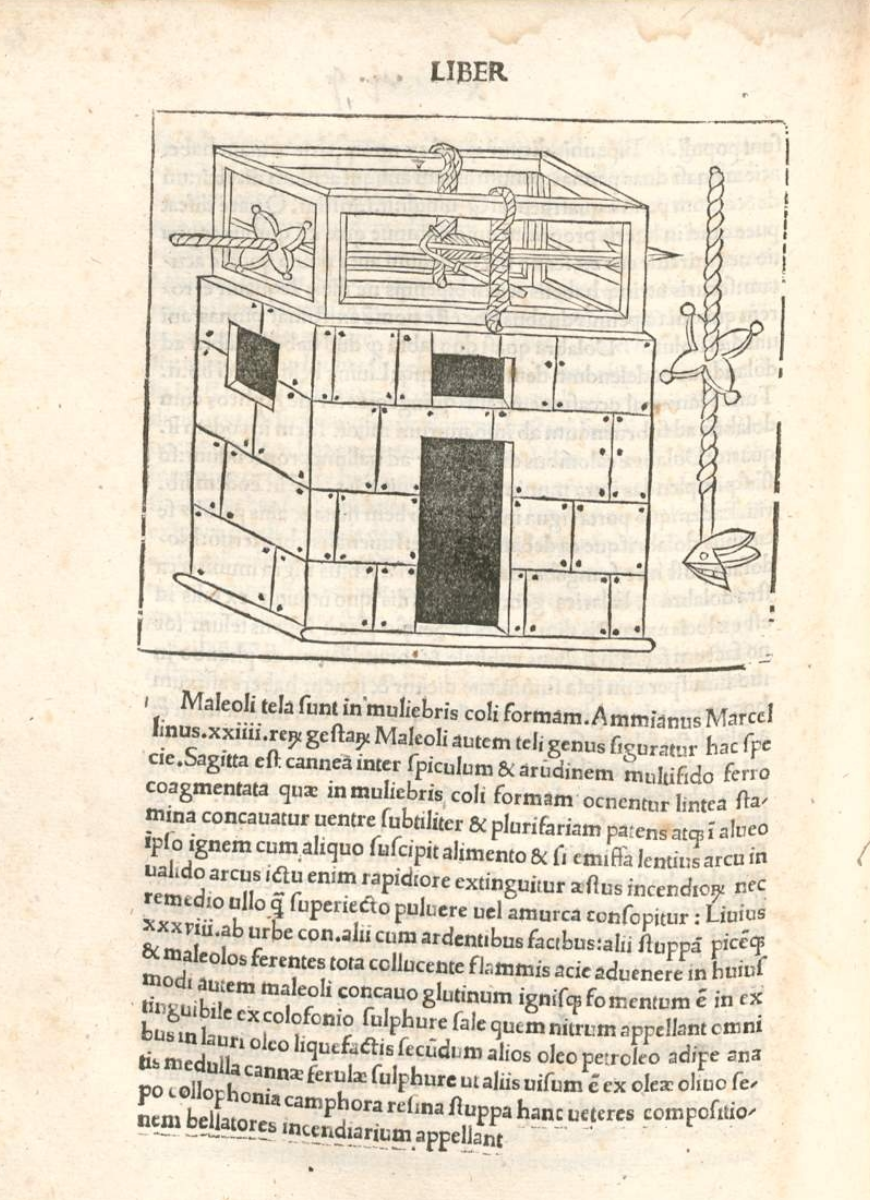
قوس الزيار الرومي الفتلي في كتاب De Re Militari روبرتو فالتوريو (1472)

كانت قوس الزيار الرومي (بالإنجليزية: Springald)‏ آلةً للحصار فتليّة من العصور الوسطى تُستخدم في رمي السهام أو الطلقات الكروية أو النار الرومية. صُوّرت في رسم توضيحي في مخطوطة بيزنطية تعود إلى القرن الحادي عشر، ولكن في أوروبا الغربية كانت أكثر وضوحًا في أواخر القرن الثاني عشر وأوائل القرن الثالث عشر. شُيّدت على نفس مبادئ العرادة اليونانية أو الرومانية القديمة، ولكن بأذرع متَرَجِّحة. كانت تُعرف أيضًا باسم "قوس شِلّة الخيوط" (الاسم العلمي: Skein-bow)، وكانت تَستخدم خيوطًا ملفوفة من الحرير أو الأوتار لتشغيل ذراعي القوس.

## الأسلحة المشابهة
قوس الزيار: سلاح قذف فتلي يشبه السبرنغلد استخدمه المسلمون.